# Thibauld Moulaert
Pour les articles homonymes, voir Moulaert.
Thibauld Moulaert, né le 9 février 1978 est un sociologue belge spécialiste du vieillissement actif. Il est actuellement maître de conférences à l'Université Grenoble-Alpes, enseignant à l'Institut universitaire de technologie de Grenoble II et chercheur au laboratoire PACTE CNRS 5194.

## Publications

### Ouvrages
- (en) Iris Loffeier (dir.), Benoît Majerus (dir.) et Thibauld Moulaert (dir.), Framing Age : Contested knowledge in Science and Politics, Londres, Routledge, 2017, 240 p. (ISBN 978-1-138-68383-9).

- (en) Thibauld Moulaert (dir.) et Suzanne Garon (dir.), Age-Friendly Cities in International Comparison : Political Lessons, Scientific Avenues, and Democratic Issues, Springer, coll. « International perspectives on aging » (no 14), 2016, 344 p. (ISBN 978-3-319-24029-9, DOI 10.1007/978-3-319-24031-2).

- Jean-Philippe Viriot Durandal (dir.), Émilie Raymond (dir.), Thibauld Moulaert (dir.) et Michèle Charpentier (dir.), Droits de vieillir et citoyenneté des aînés. Pour une perspective internationale, Montréal, Presses de l'Université du Québec, coll. « Problèmes sociaux et interventions sociales », 2015, 376 p. (ISBN 978-2-7605-4340-9).

- Thibauld Moulaert (dir.), Sylvie Carbonnelle (dir.) et Laurent Nisen (dir.), Le vieillissement actif dans tous ses éclats, Louvain-La-Neuve, Presses universitaires de Louvain, coll. « Sâges », 2014, 214 p. (ISBN 978-2-87558-260-7, BNF 44238763, lire en ligne).

- Thibauld Moulaert, Gouverner les fins de carrière à distance : outplacement et vieillissement actif en emploi, Bruxelles ; Bern ; Berlin, P.I.E-P. Lang, coll. « Action publique » (no 9), 2012, 287 p. (ISBN 978-90-5201-873-7, BNF 43756308)